# ローマ (飛行船)
|          |                                                                           |
| 艦歴     |                                                                           |
| 進空     |                                                                           |
| 就役     |                                                                           |
| 最終状態 | 1922年2月21日墜落                                                         |
| 建造     | イタリア                                                                  |
| 設計者   | ウンベルト・ノビレ                                                        |
| 使用者   | アメリカ陸軍                                                              |
| 性能諸元 |                                                                           |
| 重量     | 34,500 kg （76,000 lb）                                                   |
| 体積     | 33,810 m3 （1,193,000 ft3）                                               |
| 全長     | 125 m （410 ft）                                                          |
| 直径     | 25 m （82 ft）                                                            |
| 全高     |                                                                           |
| 機関:    | リバティL-12（en:Liberty L-12）液冷ピストンエンジン 300 kW （400 hp） 6基 |
| 最高速度 | 128 km/h （80 mph）                                                       |
| 搭載量   | 19,100 kg （42,000 lb）                                                   |
| 乗員     |                                                                           |

ローマ（Roma）は、アメリカ陸軍がイタリアから購入した訓練用の半硬式飛行船。試験飛行中に墜落して失われた。設計者は多くの半硬式飛行船を手掛け、北極探検でも有名なウンベルト・ノビレ。

## 概要
アメリカ合衆国は1921年、イタリア政府から250,000ドルで当時世界最大の半硬式飛行船「ローマ」（当初はT34と称した）を購入した。
ローマは1922年2月21日、試験飛行中にバージニア州ノーフォークに墜落した。事故の原因はローマの箱型の方向舵システムが、許容範囲を超えて動かせるようになっていた不具合にあると考えられた。飛行船は高圧線と接触し、急速に炎上した。34人が死亡し、8人が負傷した。助かったのは3人に過ぎなかった。この事故は当時、アメリカの航空史上最大の災厄だった。操縦していたのはアメリカ陸軍のデール・メーブリー大尉であった。

## 参照項目
1. ↑  “Roma was Largest Semi-rigid Airship”. New York Times. (1922年2月22日) 2008年6月19日閲覧。

- Tampa Times, February 22, 1922. Page 1.
- New York Times, February 22, 1922. Page 1.